# Kaczanówka (obwód tarnopolski)
Kaczanówka (ukr. Кача́нівка) – wieś w rejonie tarnopolskim obwodu tarnopolskiego,

## Historia
Wieś została założona w 1785 r. W II Rzeczypospolitej miejscowość była siedzibą gminy wiejskiej, a od 1934 gminy Kaczanówka w powiecie skałackim województwa tarnopolskiego. Obecnie wieś liczy 1303 mieszkańców. 
W 1931 r. wieś liczyła 3531 mieszkańców, z których ok. 80% stanowili Polacy. W latach 1943–1945 nacjonaliści ukraińscy z OUN – UPA zamordowali tutaj 11 Polaków. Przed większymi stratami mieszkańców uratowała silna polska samoobrona.
W czasie okupacji niemieckiej mieszkający we wsi Polak Piotr Budnik oraz ukraińskie małżeństwo, Iwan i Rozalia Traczowie, udzielali pomocy Żydom, za co po wojnie Instytut Jad Waszem uhonorował ich tytułami Sprawiedliwych wśród Narodów Świata.
Po wojnie część mieszkańców została przymusowo wysiedlona w nowe granice Polski, m.in. do Giebułtowa. Jedną z najcenniejszych pamiątek, którą ludność polska uratowała z Kaczanówki jest obraz św. Michała Archanioła pochodzący z kościoła pod wezwaniem tego świętego. Obraz w chwili obecnej znajduje się w giebułtowskim kościele. W 1946 r. do wsi przybyli Łemkowie przymusowo wysiedleni z Osławicy pow. sanocki.
Do 2020 w rejonie podwołoczyskim.

## Zabytki
- zespół dworski wybudowany prawdopodobnie w XVIII w. składał się z budynku głównego i dwóch oficyn[6].
- kościół pw. św. Michała Archanioła wybudowany w 1796 r. w Kaczanówce[6].

## Urodzeni
- Mieczysław Barys (1896–1973) – major Wojska Polskiego
- Tadeusz Benedyk  – podporucznik artylerii, cichociemny.
- Aleksander Korman –  polski ekonomista, samorządowiec, działacz społ. i historyk amator, dr ekonomii, radny Wrocławia.
- Kazimierz Żegleń – zakonnik i wynalazca; w 1897 r. opatentował kamizelkę kuloodporną.
- Jan Czarnecki (1835–1887) h. Prus III – dziedzic Kaczanówki, powstaniec styczniowy